# Magdalena Andersson
Eva Magdalena (Magdalena) Andersson (Uppsala, 23 januari 1967) is een Zweedse politica. Van 30 november 2021 tot 18 oktober 2022 was zij de eerste vrouwelijke premier van Zweden. Sinds 4 november 2021 is ze voorzitter van de Zweedse Sociaaldemocratische Arbeiderspartij. Van 3 oktober 2014 tot aan haar installatie als premier was Andersson minister van Financiën. 

## Biografie
Andersson groeide op in Uppsala en sloot zich op 16-jarige leeftijd aan bij de sociaaldemocratische jeugdbeweging. Tot 1992 studeerde ze economie aan de Handelshogeschool van Stockholm. Ze was daarna onder meer werkzaam als politiek adviseur op het kabinet van toenmalig premier Göran Persson (1996–1998), staatssecretaris op het ministerie van Financiën (2004–2006) en politiek adviseur van Mona Sahlin (2007–2009). Tussen 2009 en 2012 was ze directeur van de Zweedse belastingdienst.
Bij de Zweedse parlementsverkiezingen 2014 werd Andersson verkozen tot lid van de Riksdag, het Zweedse parlement. Als opvolger van Anders Borg werd ze op 3 oktober 2014 benoemd tot minister van Financiën in het kabinet-Löfven I, onder leiding van premier Stefan Löfven. Ze behield die functie tot 30 november 2021.

### Premierschap
In augustus 2021 kondigde premier Löfven zijn vertrek aan als leider van de sociaaldemocratische partij. Aan zijn opvolger in die functie zou hij tevens het premierschap overdragen. Op het partijcongres op 4 november 2021 was Magdalena Andersson de enige kandidaat en werd zij unaniem verkozen tot partijleider. Op 24 november 2021 werd ze vervolgens als eerste vrouw tot premier van Zweden verkozen. Toen enkele uren later, nog voor haar officiële benoeming, bleek dat de begroting van de minderheidsregering kabinet-Andersson onvoldoende steun kreeg in het parlement, stapte coalitiepartner de Miljöpartiet de Gröna uit de regering en trok Andersson zich als aankomend premier terug. Een nieuwe, succesvolle, stemming volgde op 29 november, waarna ze een dag later alsnog tot premier werd benoemd. Andersson leidde een minderheidsregering, enkel bestaande uit leden van haar sociaaldemocratische partij.
In september 2022 werd haar partij de grootste bij de parlementsverkiezingen, maar verloor haar linkse blok de meerderheid. Op 14 september kondigde ze aan de volgende dag om haar ontslag als premier te verzoeken. Die dag werd ze op haar verzoek ontslagen door de voorzitter van de Rijksdag. Ze bleef aan tot er een opvolger werd benoemd. Op 18 oktober 2022 trad een centrumrechtse regering aan en nam Ulf Kristersson het premierschap over.

### Privéleven
Andersson is getrouwd met Richard Friberg, hoogleraar economie, en heeft twee kinderen.